# Папа Лав IV
Папа Лав IV (790 — 17. јул 855) је био 103. папа од 10. априла 847. године до своје смрти. Понтификат му је обележила борба са сараценским пиратима у чију сврху је формирао Свету лигу.

## Биографија
Рођен је 790. године у Риму. Након смрти папе Сергија II изабран је једногласно за римског епископа 10. априла 847. године. До ступања на папску столицу био је кардинал у базилици Сент Кватро Коронати. Под папом Гргуром IV био је подђакон, а под његовим претходником архијереј. Током понтификата претходног папе Сергија, Сарацени са Сицилије и јужне Италије организују инвазију на Рим. Сергије није успео да организује одбрану те су муслимани опљачкали град. Лав је улагао велике напоре да поправи штету коју су Сарацени направили, посебно на Базилици Светог Петра.
Након повлачења из Рима, Сарацени су предузели опсаду Гаете. Лав је искористио прилику и наредио је обнову и ојачање бедема који су окруживали град. Потом је позвао мале италијанске државе (Напуљ, Гаету и Амалфи) у заједнички савез против муслиманских освајача. Команду је поверио Цезару I Напуљском, сину Сергија I Напуљског. Хришћанска и муслиманска војска сукобили су се код Остије. Битка код Остије један је од најзначајнијих догађаја у историји средњовековног папства. Битку код Остије осликао је Рафаело на својој фресци у просторијама Апостолске палате (Ватикан). Савезници су однели велику победу и задобили мноштво заробљеника.
Након победе код Остије, Лав је наредио изградњу нове линије зидова који су штитили предграђе Рима на десној обали Тибра. Зидови су саграђени и око Базилике Светог Петра која је до тада била незаштићена. Папа Лав одржао је три сабора. Првог је одржао 850. године уз присуство светоримског цара Луја II. Друга два сабора била су мање значајна. Током Лавовог понтификата почела је борба папа и Хинцмара од Ремса која је завршена у време понтификата Николе I.
Лав је умро 17. јула 855. године. Сахрањен је у Базилици Светог Петра. Наследио га је папа Бенедикт III. Према традицији, жена папе Лава, Жоана, наследила га је прерушена у мушкарца. Међутим, и Жоана и прича највероватније су измишљени.